# Tellur
Tellur (Te, łac. tellurium) – pierwiastek chemiczny, tlenowiec z grupy półmetali w układzie okresowym. Nazwa pochodzi od łacińskiej nazwy Ziemi – tellus.

## Charakterystyka

Kation tetratellurowy

Tellur w postaci krystalicznej jest srebrzystobiały, miękki i kruchy (handlowo dostępny jest w postaci szarego proszku). Jest półprzewodnikiem. Reaguje ze stężonym kwasem azotowym, tworząc kwas tellurawy (H
2TeO
3), w reakcji telluru z wodą królewską powstaje kwas tellurowy (H
2TeO
4). Ze stężonym gorącym kwasem siarkowym tellur reaguje, tworząc roztwór o barwie czerwonej, zawierający kationy tetratellurowe Te2+
4. Zabarwienie wynika z obecności 6 zdelokalizowanych elektronów π w płaskiej, kwadratowej strukturze kationów tetratellurowych. Kationy te pod wpływem wody hydrolizują z wydzieleniem czarnego osadu telluru.
Tworzy tellurki M
2Te, telluryny M
2TeO
3 i tellurany M
2TeO
4 (gdzie M – kation metalu jednowartościowego). Tellurowodór H
2Te jest nietrwałym, trującym gazem, o nieprzyjemnym zapachu. Pył i pary telluru działają szkodliwie przy ich wdychaniu, drażnią także oczy.

## Występowanie
W skorupie ziemskiej występuje on w ilości 0,005 ppm. Minerałem tego pierwiastka jest np. telluryt (TeO
2).

## Odkrycie
Związki zawierające tellur zostały odkryte w 1782 w kopalni złota w dawnej Kleinschlatten (Transylwania), a obecnie w Zlatnej (Rumunia) przez austriackiego mineraloga Franza-Josepha Müllera von Reichensteina, nazwany przez Martina Heinricha Klaprotha w 1798.

## Zastosowanie
Tellur używany jest przede wszystkim jako składnik stopów z żelazem, miedzią i ołowiem. Dodatek telluru powoduje, że stop jest łatwiejszy do obróbki. Jest również używany do produkcji półprzewodników, a także w procesie wulkanizacji gumy i jako przeciwstukowy składnik benzyn. Tellurek kadmu używany do produkcji paneli fotowoltaicznych, a niektóre związki wykorzystywane są do środków owadobójczych.